# Бартків Микола
Микола Бартків (нар. 13 листопада 1919, с. Волощина, нині Саранчуківська сільська громада, Тернопільський район, Тернопільська область — 8 січня 1996, м. Вітбі, біля м. Торонто, Канада) — український громадський діяч. Генеральний секретар Ліги українців Канади. Член ОУН, Українського державницького фронту, дирекції видавництва «Гомін України», Товариства колишніх вояків УПА.
Один із організаторів і виховник СУМ. Шевченківська медаль на 16-ому конґресі українців у Вінніпезі.